# St. Pantaleon (Erp)
Die unter Denkmalschutz stehende römisch-katholische Pfarrkirche St. Pantaleon liegt in Erp, einem Stadtteil von Erftstadt im Rhein-Erft-Kreis.

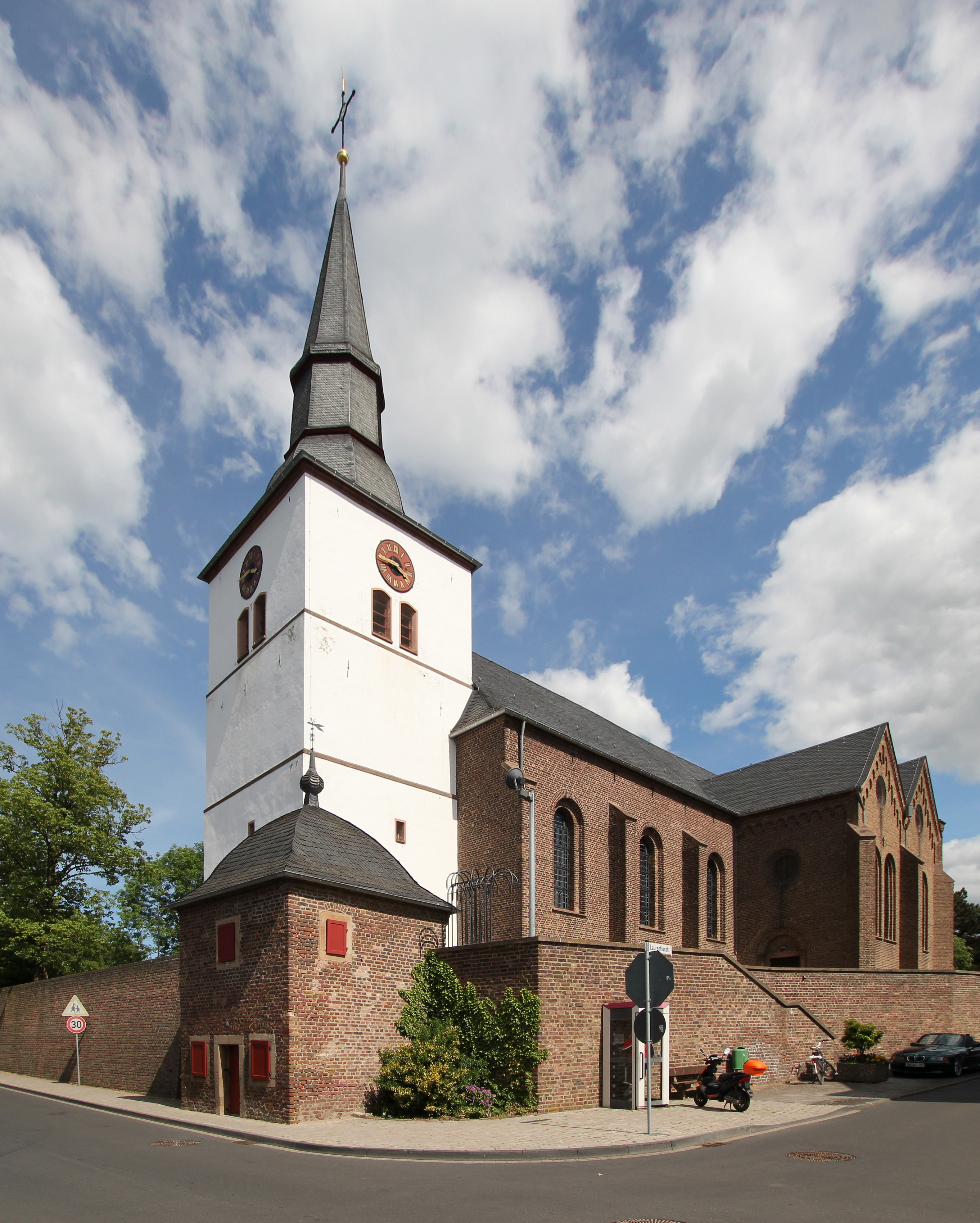
Pfarrkirche St. Pantaleon

## Geschichte
Die erste aus Stein gebaute Kirche wurde vermutlich um das Jahr 1000 im romanischen Stil errichtet. Es ist anzunehmen, dass bereits diese Vorgängerin eine zu einem Fronhof gehörende Eigenkirche der Grafen von Are war, deren Patronatsrechte unter den Nachkommen dieses Geschlechts geteilt wurden. Die Pfarrkirche St. Pantaleon wird 1260 erstmals erwähnt. Zu der Zeit besaßen die Herren von Dollendorf ein Viertel des Patronatsrechtes, das Domkapitel drei Viertel, nachdem Erzbischof Konrad von Hochstaden die ihm gehörenden zwei Viertel dem Domstift geschenkt hatte. 
Im Laufe der Zeit kam das Patronatsrecht der Pfarrkirche St. Pantaleon an die Grafen von Manderscheid-Blankenheim, die es im Jahr 1539 in einem Tauschvertrag dem Kloster Steinfeld gegen das Patronatsrecht an der Schlosskirche Schleiden übertrugen. Das Kloster Steinfeld blieb bis zur Säkularisation Patronatsherr von St. Pantaleon. Die Grafen behielten das Patronatsrecht an der Laurentiuskapelle und erhielten später auch das Präsentationsrecht am St.-Nikolaus-Altar, einem Nebenaltar in der Pfarrkirche, der mit einer Vikarie verbunden war.
Im Laufe ihrer Geschichte musste die Kirche mehrfach ganz oder teilweise neu gebaut werden. Nach den Zerstörungen im truchsessisch-niederländischen Krieg wurde sie 1603 von Grund auf restauriert. Nach der Brandlegung 1642 verursacht durch die Belagerer Lechenichs im Hessenkrieg dauerte es Jahrzehnte, bis die Kirche 1666 wiederhergestellt war. Nach einem weiteren Brand im Jahre 1736 wurde 1753 ein Neubau begonnen, als barocke Saalkirche, deren Schiff nicht zur Straße, sondern feldwärts an die Südseite des Turmes angebaut wurde.
Die neben dem Schleidenhof gelegene Laurentiuskapelle diente jahrelang als Ersatz für die zerstörte Pfarrkirche.
1872 wurde der Chor abgebrochen und die Kirche erweitert, da sie der stark gewachsenen Zahl der Gläubigen nicht genügend Raum bot. Die Kirche erhielt ein breit angelegtes Querhaus und ein eingezogener 5/8-Chor wurden nach Plänen des Baurats Friedrich Karl Schubert an das bestehende Langhaus angefügt.
Die Zerstörungen nach einem Bombenangriff im Zweiten Weltkrieg im November 1944 wurden in den Jahren 1949 bis 1953 durch Wiederaufbau und Reparaturen beseitigt.

## Baubeschreibung
Die Pfarrkirche liegt zusammen mit dem Pfarrhaus, den Gebäuden eines Kindergartens und einem Kinderspielplatz auf einem erhöhten und von einer Mauer abgestützten Areal des alten Friedhofes, auf dem sich noch historische und aktuelle Grabstellen befinden. In diesen Komplex ist unterhalb der Kirche an der Straßenseite ein ehemaliges doppelstöckiges Wachhaus aus dem Jahre 1753 integriert und an der Auffahrt befindet sich das Kriegerdenkmal von Erp.
Der 1872/73 durch Baumeister Friedrich Karl Schubert errichtete Vergrößerungsbau, ein breit angelegtes Querschiff und ein eingezogener 5/8 Chor, wurde an die stehenden Teile des Backsteinlanghauses aus dem 18. Jahrhundert angefügt. Das barocke Langhaus hat an jeder Seite zwischen den Strebepfeilern drei rundbogige Fenster.
Querhaus und Chor sind in der Traufzone durch einen Bogenfries gestaltet. Zwischen den Strebepfeilern des Querschiffes sind jeweils zwei Rundbogenfenster unter einem Okulus angeordnet. 
Der vorgelagerte weiß verputzte dreigeschossige Kirchturm mit geschwungener Haube wurde auf fast quadratischem Grundriss erbaut. Die Bausubstanz stammt größtenteils aus dem 18. Jahrhundert. In den beiden unteren Geschossen mit älteren romanischen Bauteilen befinden sich kleine Fensteröffnungen, darüber an der Westseite ein spätgotisches Fenster, im Glockengeschoss kleine korbbogige Zwillingsfenster. 

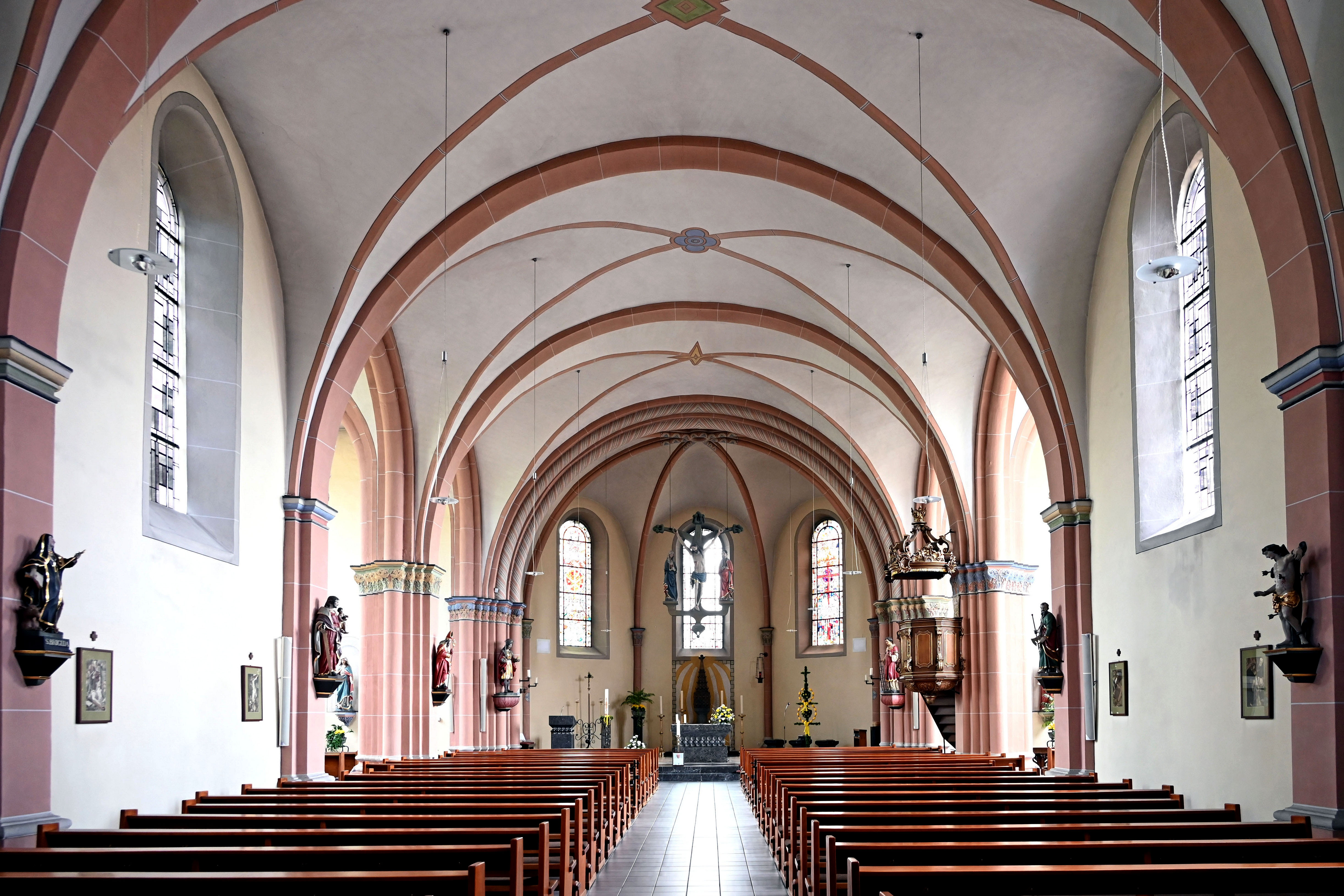
Kirchenschiff

Das Untergeschoss des Turmes, der ehemalige Eingangsbereich, besitzt ein spätgotisches Kreuzrippengewölbe. Heute wird dieser Raum, in dem sich der Taufstein befindet, von der Gemeinde als Taufkapelle genutzt.
Breite Pfeiler mit vorgelagerten Säulen und Kapitellen tragen die durch Gurtbögen unterteilte Decke des Langhauses, die sich im Querhaus fortsetzt. Die Fenster wurden in den 1950er Jahren und 1970 erneuert.

## Ausstattung
Zur Ausstattung gehören: 
- Altar, Tabernakel und Ambo aus Aachener Blaustein von Bildhauer Olaf Höhnen 1969
- Eine im Chorbogen hängende Kreuzigungsgruppe mit restaurierten Figuren von Maria und Johannes (14. Jahrhundert) und einem Kreuz (15. Jahrhundert), im Tausch erhalten gegen das in das Kölner Diözesanmuseum abgegebene Erper Kreuz
- Kanzel mit Schalldeckel um 1760, 1990 neu gefasst
- Heiligenfiguren um 1700: Sebastian, Brigida, Nikolaus, Matthias, Josef mit Kind
- Heiligenfiguren um 1990: Pantaleon, Laurentius
- Gemälde vom Martyrium des heiligen Laurentius (17. Jahrhundert) aus der ehemaligen Laurentiuskapelle, der Kapelle der Herrschaft Manderscheid-Blankenheim
- Nikolausgemälde von Heinrich Lauenstein, 1873.[11]

### Orgel
Die Orgel wurde 1901 von dem Orgelbauer Johannes Klais Orgelbau erbaut. Im Laufe der Zeit wurde die Orgel mehrfach umgebaut. 1960 wurde das Instrument elektrifiziert und weitgehend verändert. Im Jahre 2011 wurde die Orgel durch den Orgelbauer Hugo Mayer Orgelbau restauriert und in Teilen auf den Ursprungszustand zurückgeführt; insbesondere die Disposition entspricht nun wieder dem Zustand von 1901. Das Kegelladen-Instrument hat 24 Register auf zwei Manualwerken und Pedal. Die Spiel- und Registertrakturen sind elektro-pneumatisch.
| I Hauptwerk C–g3 |                       |       |     |
| 1.               | Bordun                | 16′   | (H) |
| 2.               | Principal             | 8′    | (H) |
| 3.               | Gamba                 | 8′    | (R) |
| 4.               | Salicional            | 8′    | (H) |
| 5.               | Flöte                 | 8′    | (R) |
| 6.               | Gedeckt (= Nr. 16)    | 8′    |     |
| 7.               | Octav                 | 4′    | (H) |
| 8.               | Rohrflöte             | 4′    | (H) |
| 9.               | Octav                 | 2′    | (H) |
| 10.              | Mixtur-Cornett III-IV | 2 ⁄3′ | (H) |
| 11.              | Fagott (= Nr. 21)     | 16′   |     |
| 12.              | Trompete              | 8′    | (H) |
| 13.              | Oboe (= Nr. 22)       | 8′    |     |
| 14.              | Klarinette (= Nr. 23) | 8′    |     |

| II Schwellwerk C–g3 |                          |       |     |
| 15.                 | Geigenprincipal          | 8′    | (R) |
| 16.                 | Gedackt                  | 8′    | (H) |
| 17.                 | Aeoline                  | 8′    | (R) |
| 18.                 | Vox coelestis            | 8′    | (R) |
| 19.                 | Traversflöte             | 4′    | (H) |
| 20.                 | Harmonia artheria III-IV | 2 ⁄3′ |     |
| 21.                 | Fagott                   | 16′   |     |
| 22.                 | Oboe                     | 8′    |     |
| 23.                 | Klarinette               | 8′    |     |
|                     | Tremulant                |       |     |

| Auxiliaire Werk C–g3 |                    |    |
| 24.                  | Platzfanfare       | 8’ |
| 25.                  | Röhrenglockenspiel | 8’ |

| Pedalwerk C–f1 |                       |     |     |
| 26.            | Subbass               | 16′ | (H) |
| 27.            | Octavbass             | 8′  | (H) |
| 28.            | Gedackt (= Nr. 16)    | 8′  |     |
| 29.            | Tuba                  | 16′ | (H) |
| 30.            | Fagott (= Nr. 21)     | 16′ |     |
| 31.            | Oboe (= Nr. 22)       | 8′  |     |
| 32.            | Klarinette (= Nr. 23) | 8′  |     |

- Koppeln: II/I (auch als Sub- und Superoktavkoppeln), II/P
- Anmerkungen:

(H) = Historischer Bestand
(R) = Rekonstruiertes Register

### Glocken
Die älteste erhaltene Glocke von 1701 wurde 1942 requiriert, 1948 zurückgeführt und danach an die Filialkirche St. Ulrich in Weiler in der Ebene gegeben.

Im Jahre 1960 erhielt die Kirche ein neues fünfstimmiges Geläute. Die Glocken, die von Wolfgang Hausen in der Glockengießerei Mabilon gegossen wurden, sind:
| Nr. | Name         | Durchmesser | Gewicht ca. | Schlagton | Inschrift                                                 |
| --- | ------------ | ----------- | ----------- | --------- | --------------------------------------------------------- |
| 1   | Pantaleon    | 1242 mm0    | 1200 kg0    | e′-2      | SANKT PANTALEON DEM HELD, BIN ZUM GRUSSE ICH BESTELLT!    |
| 2   | Maria        | 1043 mm0    | 680 kg      | g′-1      | DIR, O MUTTER KÖNIGIN, BRING ICH END UND ANBEGINN!        |
| 3   | Laurentius   | 925 mm      | 480 kg      | a′-1      | WIE LAURENTIUS IN NOT, FLEH UM GNADE ICH BEI GOTT!        |
| 4   | Bruder Klaus | 777 mm      | 280 kg      | c″±0      | BRUDER KLAUS BIN ICH GENANNT, RUF DEN SEGEN AUF DAS LAND! |
| 5   | Schutzengel  | 802 mm      | 200 kg      | d″-1      | WIE DER ENGEL SEL’GER CHOR, RUF ICH ALL ZU GOTT EMPOR!    |